# Stadttheater Brüx

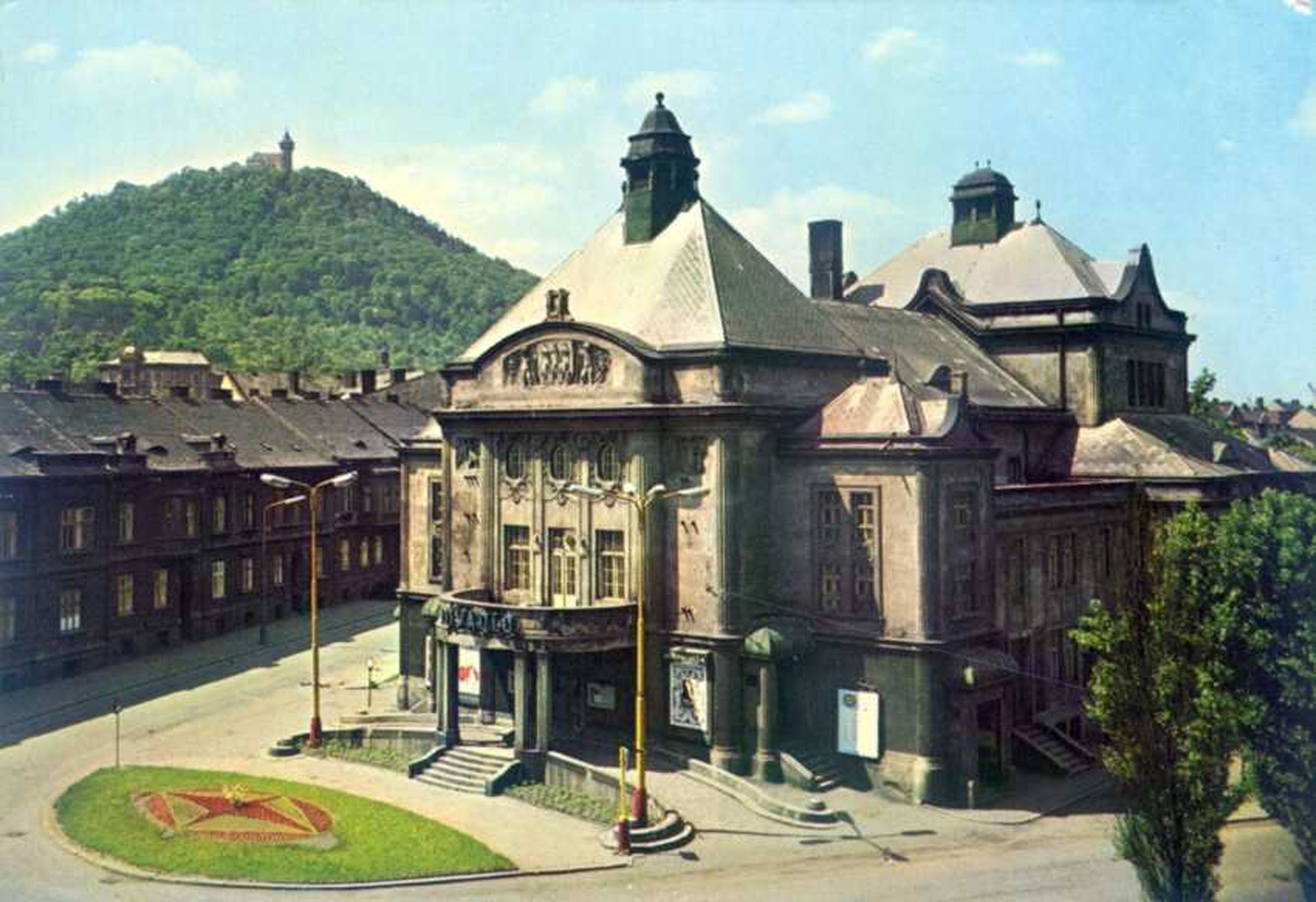
Stadttheater Brüx

Das Stadttheater Brüx befand sich im böhmischen Brüx, das bis Mitte des 20. Jahrhunderts von überwiegend deutschsprachigen Einwohnern bewohnt war.

## Geschichte
Vor Bau des Stadttheaters fanden deutsche Theatervorführungen im Gasthaus Zum Blauen Stern für Deutsche und tschechische im Gasthaus Zum Grünen Baum statt. 1902 beschloss der Stadtrat, ein Theater zu bauen und ein Theaterverein gründete sich. Der Stadtrat beschloss 1909, ein Grundstück kostenlos zur Verfügung zu stellen. Beim anschließenden Architekturwettbewerb wurden 20 Entwürfe eingereicht. Ein Entwurf von Alexander Graf wurde schließlich im Januar 1910 angenommen, wobei wahrscheinlich auch einige Elemente aus anderen Entwürfen eingearbeitet wurden. Der detaillierte Entwurf wurde den örtlichen Behörden vorgelegt, die ihn im April 1910 genehmigten. Im Mai wurde der Bau an die ortsansässigen Baumeister Ferdinand Wurm und Karl Hinke vergeben, woraufhin am 30. Mai mit dem feierlichen Aushub der Fundamente begonnen wurde. Der von der Stadt zur Verfügung gestellte Bauplatz war eine sumpfige Wiese, so dass die Fundamente mit 300 Betonpfeilern befestigt werden mussten. Am 30. September 1911 wurde das Theater feierlich eröffnet, zunächst mit Beethovens Ouvertüre, der die Weihe des Hauses und das Stück Karlsschüler von Heinrich Laube folgten.
Der Vertrag enthielt einen Passus, wonach nur deutschstämmige Personen beschäftigt werden durften. Erst nach Entstehung der unabhängigen Tschechoslowakei begann die tschechische Minderheit, das Recht auf die Nutzung des Theaters geltend zu machen, und so traten hier bis 1938 tschechische Wandertruppen auf. Als die Reichsregierung im Sommer 1944 die Schließung aller Theater anordnete, wurde der Raum des Gebäudes teilweise als Lagerraum genutzt.
Nach dem Zweiten Weltkrieg wurde das Theater wieder in Betrieb genommen und 1948 in Theater der Werktätigen in Most umbenannt. Ab den 1960er Jahren wurde die gesamte Stadt dem Kohletagebau geopfert. Als letzte Aufführung wurde das Stück Der Fuchs und die Trauben von Guilherme Figueiredo im Dezember 1979 aufgeführt.

## Gestaltung
Während das Aussiger Theater von Graf im neobarocken Stil gehalten war, hielt sich das Brüxer im Stil des klassizistisch-geometrischen Jugendstils. Das Gebäude stand auf H-förmigem Grundriss verteilt. Ein zentraler dreijochiger Risalit ragte aus der Hauptfassade heraus und wurde von Pilastern flankiert, die einen Jugendstilgiebel mit einem Relief mit einem von Kinderfiguren getragenen Stadtwappen tragen. Neben dem Haupteingang gab es weitere Eingänge an den Seiten. Der Mittelteil des Baus trägt ein Walmdach mit Laterne. Der Zuschauerraum war ein Proszeniumstheater mit einer Kapazität von 570 Plätzen, von denen etwa 200 Stehplätze im Parkett und auf der zweiten Galerie waren, und acht Logen 40 Plätzen hatten. Die nüchterne Gestaltung des Zuschauerraums bestand aus geometrischen Motiven, die sich auch am hohen Proszeniumsbogen wiederholten.